# Jaroslav Šturma (psycholog)
Jaroslav Šturma (* 23. listopad 1944, Hořice, Československo) je český psycholog, psychoterapeut, pedagog, ředitel Dětského centra Paprsek. Předseda Českomoravské psychologické společnosti. Psychologii vyučuje na katedře psychologie Filozofické fakulty UK.

## Ze života
Narodil se 23. listopadu 1944 v Hořicích. V roce 1965–1970 studoval psychologii na Filosofické fakultě UK. V roce 1991 začal prednášet na Katedře psychologie Filozofické fakulty UK. V roce 2017 byl jmenován do Papežské akademie pro život .

## Ocenění
- 1995: ocenění za podíl na realizaci projektů Výboru dobré vůle Olgy Havlové
- 2003: medaile Aktion Sonnenschein, za úsilí v oblasti integrace dětí s postižením u nás i v zahraničí
- 2007: Výroční cena ministra zdravotnictví za rozvoj zdravotně sociální péče
- 2024: Rytíř Řádu svatého Řehoře Velikého.[5]

## Knihy
- Petřík, Vladimír; Šturma, Jaroslav: Výlety pod vlastní kůži, podtitul: Čtení o psychologii., 1978, Albatros, ilustrace: Vladimír Jiránek a Michal Kudělka, 13-903-78
- Petřík, Vladimír; Šturma, Jaroslav: Výlety pod vlastnú kožu, podtitul: Čo je psychológia., 1983, Mladé letá, ilustrace: Vladimír Jiránek a Michal Kudělka, překlad: Mária Krýslová
- Kalina, Kamil; Hubálek, Slavomil; Matějček, Zdeněk; Jaroslav Šturma: Křesťanství a psychologie, 1992, Česká křesťanská akademie, ISBN 80-900615-7-5
- Koucká, Pavla; Prekopová, Jiřina Jaroslav Šturma: Výchova láskou 2012, Portál, ISBN 978-80-262-0077-2
- Hájek, Vít; Šturma, Jaroslav: Nejlepší dramatik je život sám: Jaroslav Šturma v rozhovoru s Vítem Hájkem, 2021, Karmelitánské nakladatelství, ISBN 978-80-7566-160-9

## Média
- 2010 Osudy – Jaroslav Šturma, ČRo, 10 dilů
- 2016 Host do domu, ČRo, premiéra: 29. červen 2016 [6][7]
- 2018 Vypravěči, ČRo 2, premiéra: 10. únor 2018[8]
- 2020 Houpačky, ČRo, premiéra: 3. září 2020 [9]